# Conférence en ligne
Une conférence en ligne est une conférence qui se tient à travers un réseau informatique, notamment Internet (conférence web). S'il s'agit plutôt d'un séminaire web interactif, on parlera de web séminaire ou de « Webinaire ». S'il s'agit plutôt d'une formation en conférence web, on parlera de classe virtuelle. C'est une des composantes du Web 2.0.

## Présentation
La conférence en ligne est une application internet qui offre la possibilité d'organiser des conférences, des réunions de travail ou des formations virtuelles avec des personnes distantes. C'est un outil de collaboration synchrone (tous les participants voient et entendent la même chose au même moment).
Différents canaux de communication peuvent être établis entre les participants : 
- une liaison audio (pont téléphonique, VoIP, etc) ;
- une liaison data (présentation de données de toutes sortes ou partage d'applications) ;
- et parfois une liaison vidéo (visioconférence, voire téléprésence).

## Principes
Un rôle avec un niveau de droits déterminés (organisateur, présentateur, auditeur, etc) est affecté à chaque participant. 
La répartition des rôles peut évoluer dynamiquement au cours de la conférence, par exemple pour passer le rôle de présentateur à un autre participant ou si l'organisateur doit quitter la réunion avant la fin.
Pour démarrer une conférence, chaque participant est invité à se connecter via un "lien" qui lui est transmis par l'organisateur. 
Il peut entendre ce que dit le conférencier, lui répondre (suivant autorisation), intervenir (suivant autorisation) sur la présentation en cours en changeant, par exemple, de page, en dessinant sur l'écran, en modifiant un document ou en agissant directement sur l'application affichée tel un tableur, une base de données, ou une émulation d'un logiciel.

### Principe de base des conférences en ligne
L'organisateur envoie une invitation contenant un lien (hyperlien pour les conférences web) et un code d'accès à la conférence en ligne. Au moment de la réunion, tous les participants se connectent à la conférence en ligne, le code d'accès étant indispensable. 
Les participants peuvent alors voir l'écran de l'organisateur et peuvent sur leur PC ou un autre support (tablette, smartphone...) partager des documents et/ou utiliser des applications. 
Pendant la réunion, il est possible à tout moment de passer à l'écran d'un autre participant. Dans la plupart des solutions de conférence en ligne, il est également possible de transférer de manière transparente le contrôle de la souris et le clavier du PC, dont tous les participants voient l'écran, d'un participant à l'autre.

## Fonctionnalités
Les systèmes de conférences en ligne actuels offrent toute une gamme de fonctionnalités qui permettent de réaliser des réunions :
- mise à disposition d'application ou de fichiers ;
- transmission de la commande de la souris et du clavier à certains ou à tous les participants ;
- changement d'intervenant (passage à la représentation d'un autre bureau de PC) ;
- tableau blanc virtuel ;
- ou "chat" en anglais ce qui signifie "discuter"  ;
- intégration à divers clients de messagerie pour l'envoi de courriels d'invitation
- Connexion d'une ou plusieurs caméras intégrées à l'écran ("Web caméra") afin que le conférencier et/ou les participants soit physiquement « présents » ;
- présentation d'un film ou d'une animation de type Flash ;
- réalisation de sondages ou de questionnaires immédiats ;
- enregistrement de l'intégralité de la séance pour, par exemple, permettre à des participants de revoir une formation ;
- espace de travail personnalisable, qui peut utiliser une représentation en trois dimensions du contexte privé (du participant) et public (de tous les participants), où chaque utilisateur peut être représenté par un personnage virtuel (avatar) ;
- outils et indicateurs de suivi, d'animation et de modération du groupe en réunion/formation (ex : smiley, demande de parole, indicateurs de liaisons basse qualité).
- outils de communication intracirculaire d'internet.

## Applications
- Travail collaboratif : Grâce au navigateur Web et au traitement de texte intégré, il est possible de réaliser des recherches sur Internet et d'éditer un document de travail à plusieurs. Un tableau blanc peut permettre également de réaliser des schémas.
- Réunion de travail : Plutôt que de perdre du temps et de l'argent en déplacements, la conférence en ligne permet d'organiser les réunions de travail sans que les collaborateurs soient physiquement présents.
- Formation à distance : la conférence en ligne ou classe virtuelle permet de former les collaborateurs sans qu'ils aient besoin de se déplacer. La formation est facilement accessible à tout moment.
- Relation clientèle et partenaires : facilité de présentation des produits aux clients et partenaires.
- Support technique : possibilité de prendre la main à distance sur un ordinateur
- Communication : la conférence en ligne permet également une utilisation comme une messagerie instantanée très conviviale, pour échanger des documents...

### Installation: Hébergement sur serveur ou installation «intra-muros»
Les solutions de réunions en ligne peuvent être installées de deux manières différentes, soit en étant hébergées chez un prestataire soit directement sur son propre serveur. En hébergement, le serveur se trouve chez le prestataire de conférence web et le client paie les frais d'utilisation. À l'inverse de l'hébergement, les clients peuvent acquérir chez certains prestataires une licence leur permettant d'installer le logiciel pour conférence web sur un des serveurs de communication de leurs entreprises. Cette variante est particulièrement prisée des entreprises à hautes exigences en matière de sécurité et à fort potentiel d'utilisation. 
Pour les rôles d'auditeurs ou pour la présentation de document, les solutions ne demandent généralement pas d'installation spécifique sur les postes utilisateurs en dehors d'applicatifs communs comme Flashplayer ou l'activation du mode Java sur le navigateur Web utilisé.
Pour le partage d'application, des clients "lourds" (activeX, ...) sont mis en œuvre par toutes les solutions majeures du marché.

## Modèles de licences
Les prestataires de réunions en ligne offrent différents modèles de licences qui vont de la flat rate mensuelle au paiement à l’utilisation plus frais forfaitaires de base annuels en passant par le paiement par participant et durée d'utilisation. Par principe, l'utilisateur peut choisir entre deux catégories :
- Licence unique (pour travailleurs indépendants et petites entreprises)
- Licence « Corporate » (pour grandes entreprises)
- Facturation à l'usage

Avec les licences « corporate », plusieurs personnes peuvent effectuer des conférences web indépendamment les unes des autres et simultanément. De plus, les solutions multi utilisateurs offrent des fonctionnalités administratives élargies: les administrateurs peuvent gérer les licences de manière centralisée, définir les fonctions disponibles par utilisateur et éditer des rapports détaillés incluant des statistiques et des comptes-rendus d'utilisation.

## Conférence Web
La conférence web est un cas particulier de conférence en ligne. Les conférences web sont des réunions « virtuelles » organisées et effectuées à l'aide de l'Internet. 
Le bureau du PC de l'animateur remplace alors la table de conférence réelle. Tous les participants peuvent suivre dans une fenêtre de leur propre écran ce qui se passe sur le bureau du PC de l'animateur (partage synchrone), présentation (format ODP ou PPT), émulation d'un nouveau logiciel ou rédaction de texte. Pendant une conférence web, le rôle de l'animateur peut être échangé entre les participants (et leur PC). Ceci répond à l’un des critères principaux d'une réunion sur place au cours de laquelle un dialogue s'établit — à l'inverse par ex. d'une conférence proprement dite — entre les participants (multi-intervenants). 

### Sécurité
Dans la plupart des solutions logicielles pour conférence web, les échanges de données sont chiffrés en SSL 128-Bit.

### Différence entre conférence web, web séminaire et conférence vidéo
À l'inverse des conférences web auxquelles de deux et jusqu'à vingt participants au maximum peuvent travailler ensemble sur des documents et partager des applications, les  web séminaire sont principalement utilisés pour des formations en ligne (appelée E-Learning) ou par ex. des conférences de presse en ligne. Plusieurs centaines de personnes peuvent y participer, voire dans certains cas extrêmes plusieurs milliers. Dans les web séminaires, le rôle principal est tenu par l'intervenant (principe one-to-many). On parle aussi de webinaire ou webinars qui sont les contractions du terme web séminaire.
Lors de conférence vidéo, la transmission de Live-Video-Streams des participants et des salles de conférence impliquées est en premier plan.